# アンソニー・ムニョス
アンソニー・ムニョス (Michael Anthony Muñoz、1958年8月19日 - ）は、アメリカ合衆国カリフォルニア州オンタリオ出身のアメリカンフットボールの元選手である。オフェンシブタックルとして、1980年シーズンから1992年シーズンまでシンシナティ・ベンガルズで13年間プレーした。大柄ながら俊敏性に優れ、ベンガルズの2度のスーパーボウル出場に貢献したムニョスは、史上最高のオフェンスラインの一人として知られている。

## 経歴
ムニョスは、南カリフォルニア大学でカレッジフットボールをプレーした後、1980年のNFLドラフトでシンシナティ・ベンガルズから1巡目全体3番目で指名を受けて、NFL入りした。身長1m98cm、体重126キロの大柄で膝の怪我が原因で大学では出場制限されていたムニョスを上位指名するのはリスクが高いとされていた。しかし、1年目からレギュラーに定着し、その後12年間で3試合しか欠場しなかった。
1981年シーズンと1988年シーズンにはスーパーボウル（第16回・第23回）に出場したが、いずれもQBジョー・モンタナ率いる黄金時代のサンフランシスコ・49ersに敗れ、スーパーボウル制覇を果たすことはできなかった。
1993年シーズンにタンパベイ・バッカニアーズに移籍してポール・グルーバーとポジションを争ったが敗れ、シーズン開幕前に引退を表明した。
1998年、プロフットボール殿堂入り。

## 映画・テレビ
1980年代には、2本のテレビ映画（「ライトスタッフ」等）に出演した。
引退後はFOXスポーツのNFL中継にて、ベンガルズの試合を中心にコメンテーターを務めた。